# Polyscias zippeliana
Polyscias zippeliana är en araliaväxtart som först beskrevs av Friedrich Anton Wilhelm Miquel, och fick sitt nu gällande namn av Theodoric Valeton. Polyscias zippeliana ingår i släktet Polyscias och familjen araliaväxter. Inga underarter finns listade.